# Dávivec
Dávivec (Jatropha) je rozsáhlý rod bylin, keřů i nevysokých stromů z čeledě pryšcovitých. Jsou to vesměs sukulentní rostliny snášející dlouhá období sucha a kterým při poranění vytéká z mléčnic bílá tekutina latex.

## Rozšíření
Rod pochází z tropických a subtropických oblastí, většina druhů je z Ameriky a zbytek z Afriky. Některé druhy byly lidským přičínění rozšířeny do všech světadílů vyjma Antarktidy. Byly šířeny hlavně pro svůj neobvyklý vzhled, atraktivní květenství i tradované léčivé účinky. Podnětem byla také nenáročnost na pěstování a téměř neexistence živočišných škůdců. Mnohé druhy se spokojí s málo kvalitní a případně i zasolenou půdou která ale musí být propustná.

## Popis
Dávivce mohou být nedřevnatějící vytrvalé byliny s tlustými hlíznatými oddenky, polokeře, keře či nevysoké stromy. Z kmínků, s jednoduchými nebo žláznatými chlupy, vytéká po poranění čirý, bílý nebo načervenalý latex.
Listy vyrůstají střídavě, ve spirále nebo protistojně, jejich řapíky mívají trvalé nebo opadavé, celistvé nebo štětinovitě rozeklané palisty a někdy na řapících vyúsťují žlázky. Tenké, kožovité nebo tlusté listové čepele bývají celistvé nebo dlanitě laločnaté s výraznou žilnatinou.
Častěji jednodomé a jen řídce dvoudomé rostliny mají jednopohlavné květy seskupované do vrcholičnatých květenství. V květech je po pěti nektarových žlázkách nebo kruhové nektarium. Samčí květy mají pět kališních lístků, pět korunních lístků a osm až dvanáct plodných tyčinek v přeslenech. Samičí květy mají čtyři až šest trvalých kališních lístků které zůstávají na ovoci, pět korunních lístků, dvou až pětipouzdrý horní semeník s jedním vajíčkem v oddílu a pestík nesoucí tři srostlé čnělky s bliznami s jedním nebo dvěma laloky. Květy jsou nejčastěji opylovány hmyzem.
Plody jsou pukající tobolky obsahující dvě až pět oddělených semen která jsou vejčitého tvaru a mají přívěsek s masíčkem. Semena většiny druhů jsou po blízkém okolí obvykle roznášena mravenci a protože plavou odnáší je na delší vzdálenosti voda.

## Význam
Dávivec je rod rostlin které jsou po požití téměř všechny toxické a lidskému zdraví neprospívají. Latexová šťáva dráždí pokožku a semena obvykle způsobují průjmy a dávení (odtud i český název rodu "dávivec"). V lidovém léčitelství se u nemocných, kteří nemají přístup k moderní medicíně, užívá latexu z některých druhů k léčení převážně zevních nemocí a extraktu ze semen nebo listů proti nemocem vnitřních orgánů, nebo i k úmyslným potratům (např. z dávivce bavlníkolistého).
Mnohé druhy jsou oblíbené a hojně rozšířené pro svůj neobvyklý vzhled a výrazná, dlouho kvetoucí květenství (např. dávivec odulý). I když to jsou vyloženě tropické rostliny navyklé na pravidelná dlouhá období sucha i dešťů, bývají pěstovány jako rarity (mající potvrdit pěstitelovu zdatnost) i ve sklenících mírného pásma.
Semena některých druhů (např. dávivce černého) obsahují až 35 % oleje který je sice pro savce jedovatý, ale je velice vhodný na svícení nebo pro zpracování na bionaftu. Je obzvláště výhodné, že tyto rostliny jsou schopny růst na mnoha místech, která svou nekvalitní a suchou půdou nejsou vhodná k pěstování jiných užitkových rostlin.
Jsou oblasti, kde se lidmi vysázený dávivec stal invazním druhem (např. dávivec bavlníkolistý v Queenslandu v Austrálii). Zplaněl a velmi rychle se šíří na pastvinách kde vytváří neprostupné křoviny a potlačuje místní rostliny. Dobytek ani koně tyto rostliny sice nespásají, občas však sežerou opadaná toxická semena a dochází k jejich úhynu. Rostliny dávivce tam často bývají na velkých plochách likvidovány ohněm, mechanicky i herbicidy.

## Taxonomie
Rod obsahuje 150 až 170 druhů které mají velmi podobnou morfologii květů a studiem bylo zjištěno, že pocházejí ze společného předka a ke vzájemnému oddělení došlo relativně nedávno. Mezi nejznámější druhy patří:
- dávivec bavlníkolistý (Jatropha gossypiifolia) L.
- dávivec černý (Jatropha curcas) L.
- dávivec odulý (Jatropha podagrica) Hook.
- dávivec celokrajný (Jatropha integerrima) Jacq.[8][9]